# Окопник кавказский
Око́пник кавка́зский (лат. Sýmphytum caucásicum) — вид цветковых растений семейства Бурачниковые, относящийся к роду Окопник (Symphytum).

## Ботаническое описание
Многолетнее корневищное растение с прямостоячими стеблями до 1—1,5 м высотой, густо покрытое жестковатым сероватым простым опушением. Листья очерёдно расположенные, простые, нижние — черешчатые, верхние — сидячие, нисходящие на стебель узкими крыльями.
Соцветие — длинный многоцветковый завиток. Чашечка колокольчатая, разделена на 5 лопастей на ⅓—½, покрытая многочисленными простыми волосками. По отцветании зубцы чашечки остаются разомкнутыми. Венчик в бутонах розовый, затем голубой, булавовидной формы, пятизубчатый.
Эремы не изогнутые, бугорчатые.

## Распространение
Исконно кавказский вид, в настоящее время широко распространённый в Восточной Европе, изредка дичающий из культуры и в других регионах. На Кавказе встречается на лесных опушках, по берегам ручьёв и рек, нередок и на сорных местах. В Европе — на опушках, у дорог и по прочим сорным местам.
Инвазивный вид, включённый в Чёрную книгу флоры Средней России.

## Значение и применение
В Ленинградской области продуктивность мёда 101—227 кг/га.

## Таксономия
Symphytum caucasicum M.Bieb., Fl. Taur.-Caucas. 1: 128 (1808).

### Синонимы
- Symphytum racemosum Stephan ex Roem. & Schult., 1819